# Vuvuzela
Vuvuzela je puhački instrument i simbol južnoafričkog nogometa.
Instrument je u obliku trube, dužine do jednog metra. Zvuk je sličan zvuku kojeg proizvodi slon kroz surlu, a zvuk je u uglavno ais. Često se rabe kod utakmica na stadionima i zvuče kao roj stršljenova.
Zbog zvuka ili buke vuvuzele na stadionima ne mogu se čuti niti inače uobičajne pjesme, bodrenje ili uzvici gledatelja.